# Aleš Stanovnik (pravnik)
Aleš Stanovnik,  slovenski pravnik in politični delavec, * 17. julij 1901, Horjul, † 2. junij 1942, Ljubljana, Slovenija.

## Življenje in delo
Aleš Stanovnik je po študiju prave deloval kot odvetniški pripravnik, kasneje kot odvetnik na Jesenicah. Politično je deloval kot krščanski socialist. Leta 1938 je kandidiral kot član združene opozicije na kandidatni listi Vladimirja Mačka. Ob začetku okupacije 1941 je bil izgnan v Srbijo. Od tam se je kmalu ilegalno vrnil. V Ljubljani se je vključil v delo Osvobodilne fronte. Italijani so ga 22. maja 1942 aretirali. 2. junija 1942 je bil skupaj s še 5  ustreljen v Gramozni jami.
Njegov brat je bil politik in pravnik Ivan Stanovnik.